# Альтенау
Альтенау (нем. Altenau) — город в Германии, курорт, расположен в земле Нижняя Саксония.
Входит в состав района Гослар. Подчиняется управлению Оберхарц. Население составляет 1789 человек (на 31 декабря 2010 года). Занимает площадь 4,58 км². Город подразделяется на 2 городских района.

## История
Первоначально развитый как лесное поселение в позднем средневековье, это место приобрело важное значение во время добычи полезных ископаемых Верхнего Гарца (особенно добычи серебра). Первые поселенцы достигли Альтенау через старый овраг со стороны реки Сесеталь. В 1525 году жители Альтенау объединились, чтобы сформировать стрелковое общество. Шахта под названием Альтенау упоминается в 1532 году и действовала до 1542 года. Горный город получил свою первую горную свободу в 1554 году, но она была признана действительной только в 1636 году. Около 1580 года Альтенау был назван горным городом, состоящим из 20 домов с населением около 120 человек и сталелитейного завода. Первые поселения в деревне, принадлежащей княжеству Грубенхаген, были на Ротенбергерштрассе, недалеко от металлургического завода в то время и в верхней части Оберштрассе, где с 1540 года велась добыча полезных ископаемых на карьерах Шацкаммерганга. В 1561 году шахты Казначейства, Гюльдене Шрайбфедера и Розы уже работали. Первая церковь была построена между двумя поселениями в 1588 году на террасе над Окершляйфе. В 1617 году герцог Кристиан цу Люнебург-Целле присвоил Альтенау стату. С присуждением городского устава Альтенау также получил лицензию на пивоварение. Городская пивоварня была построена в 1622 году. С 1652 г. взимался налог на туннель, чтобы иметь возможность продолжать торговлю. В 1656 году 82 двора с 664 людьми содержали 198 коров и 90 голов крупного рогатого скота. Сегодняшняя церковь Святого Николая была построена в 1669 году после того, как предыдущее здание обветшало и ст.

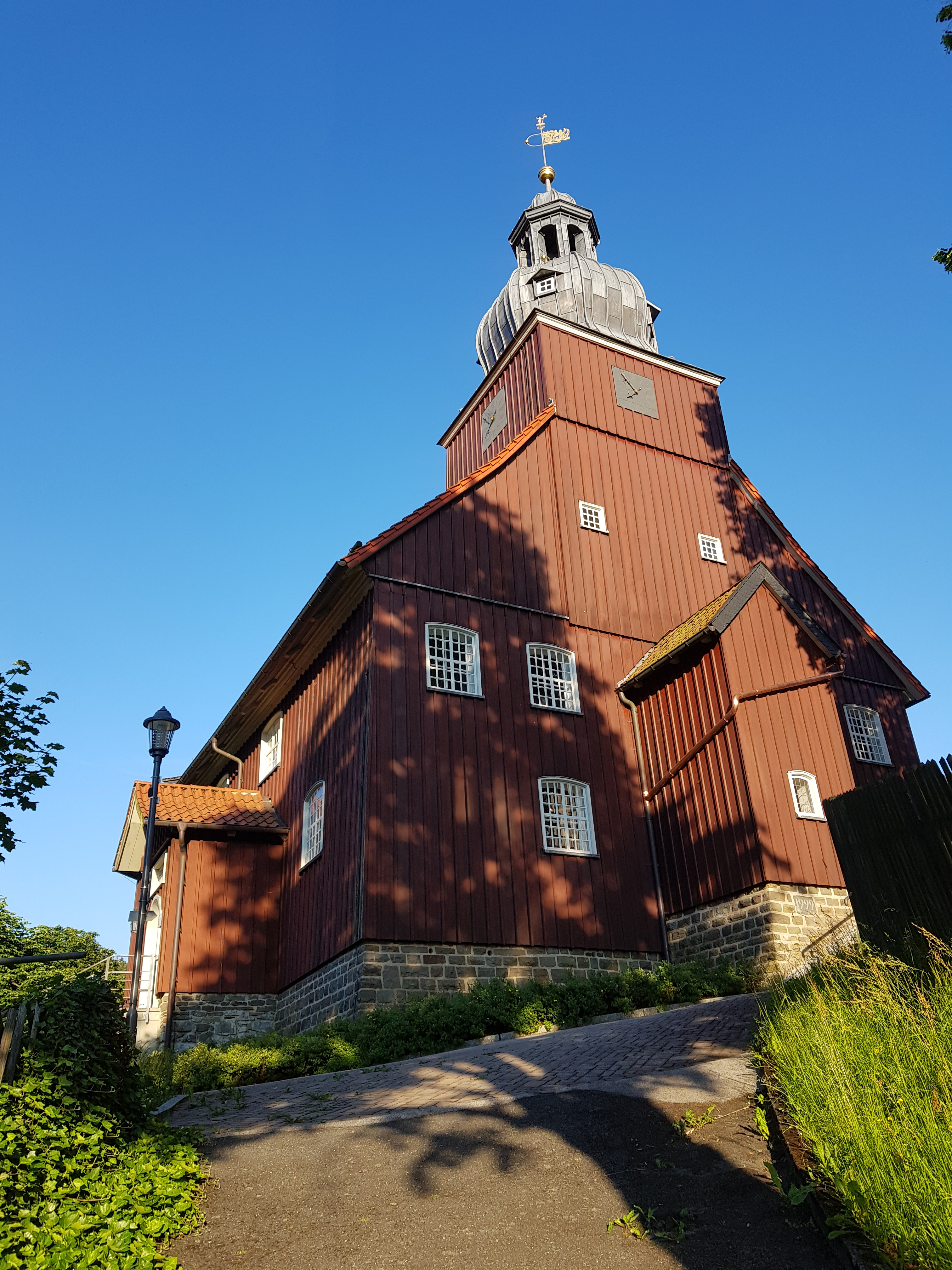

Альтенау теперь курортный город. В городе сохранились старые шахтерские дома тех времен, когда Альтенау еще занимался добычей полезных ископаемых. Для этого региона характерно использование дерева в качестве строительного материала. В деревне находится деревянная церковь Св. Николая 1669 года и бывшая ратуша 1673 года. Дома построены в типичном для Гарца стиле. К югу от центра города находится скала Schützenklippe, с которой открывается панорамный вид на город.
В 2004 году в Альтенау был открыт самый большой в Германии парк трав. Многие тысячи туристов посещают круглогодичный культурный ботанический сад, который демонстрирует множество разновидностей.

## Фотографии

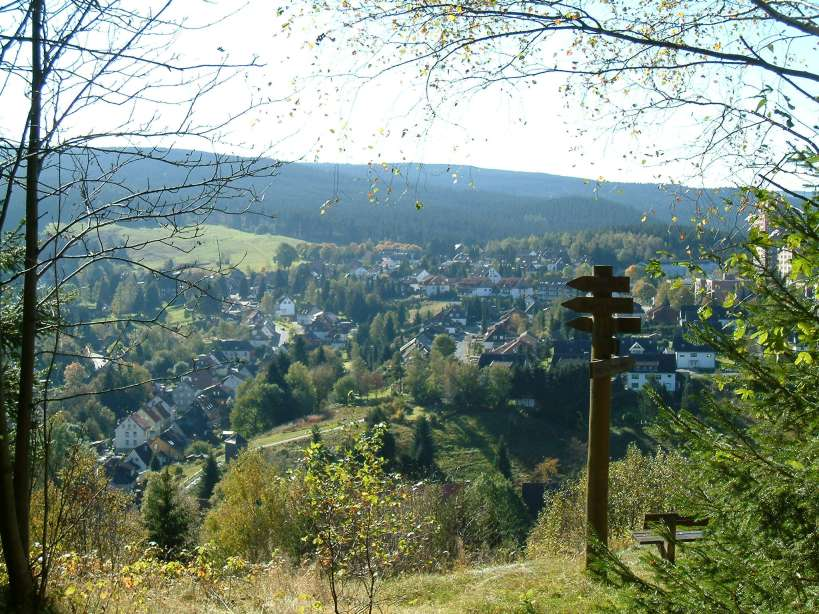
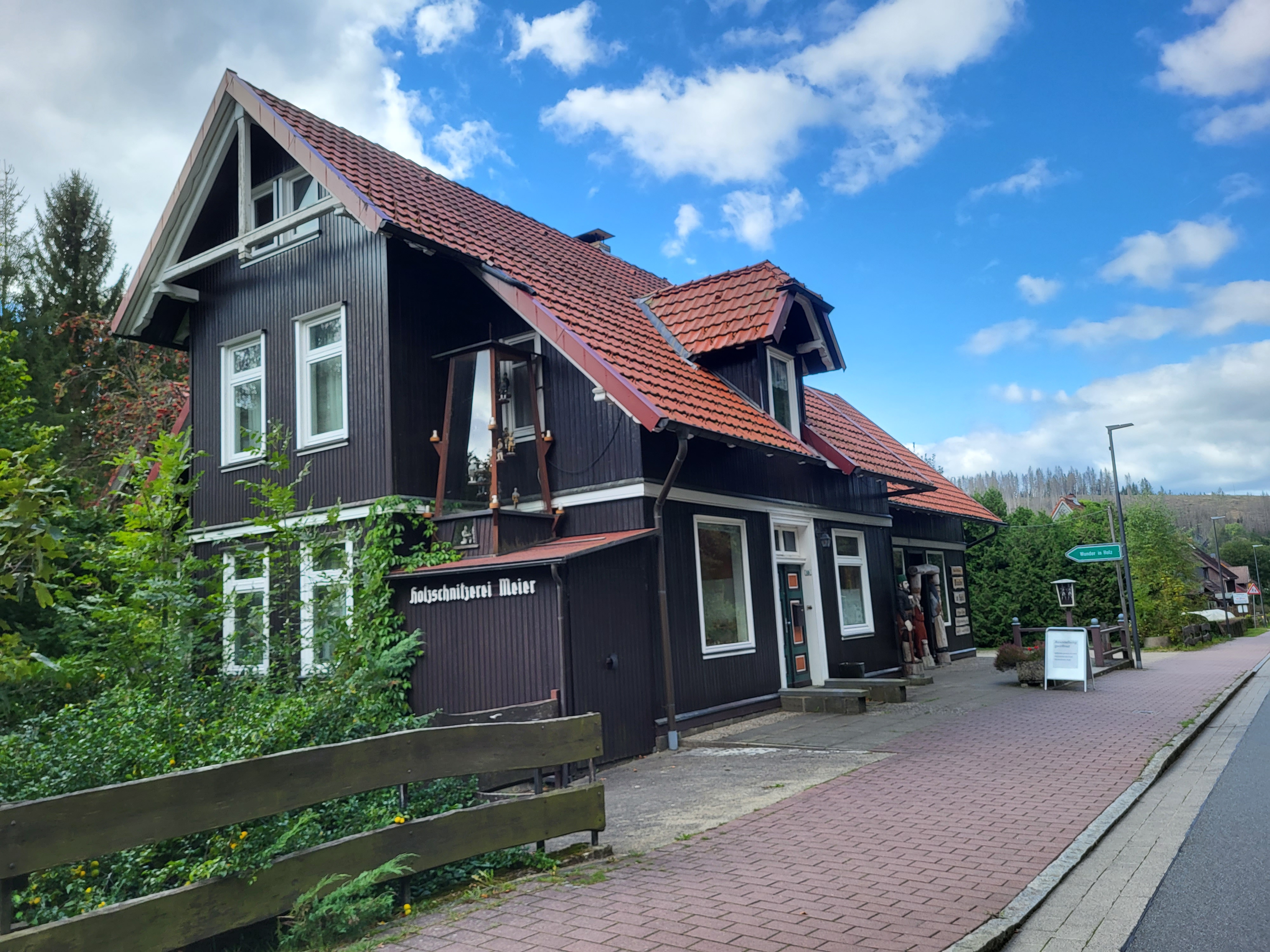
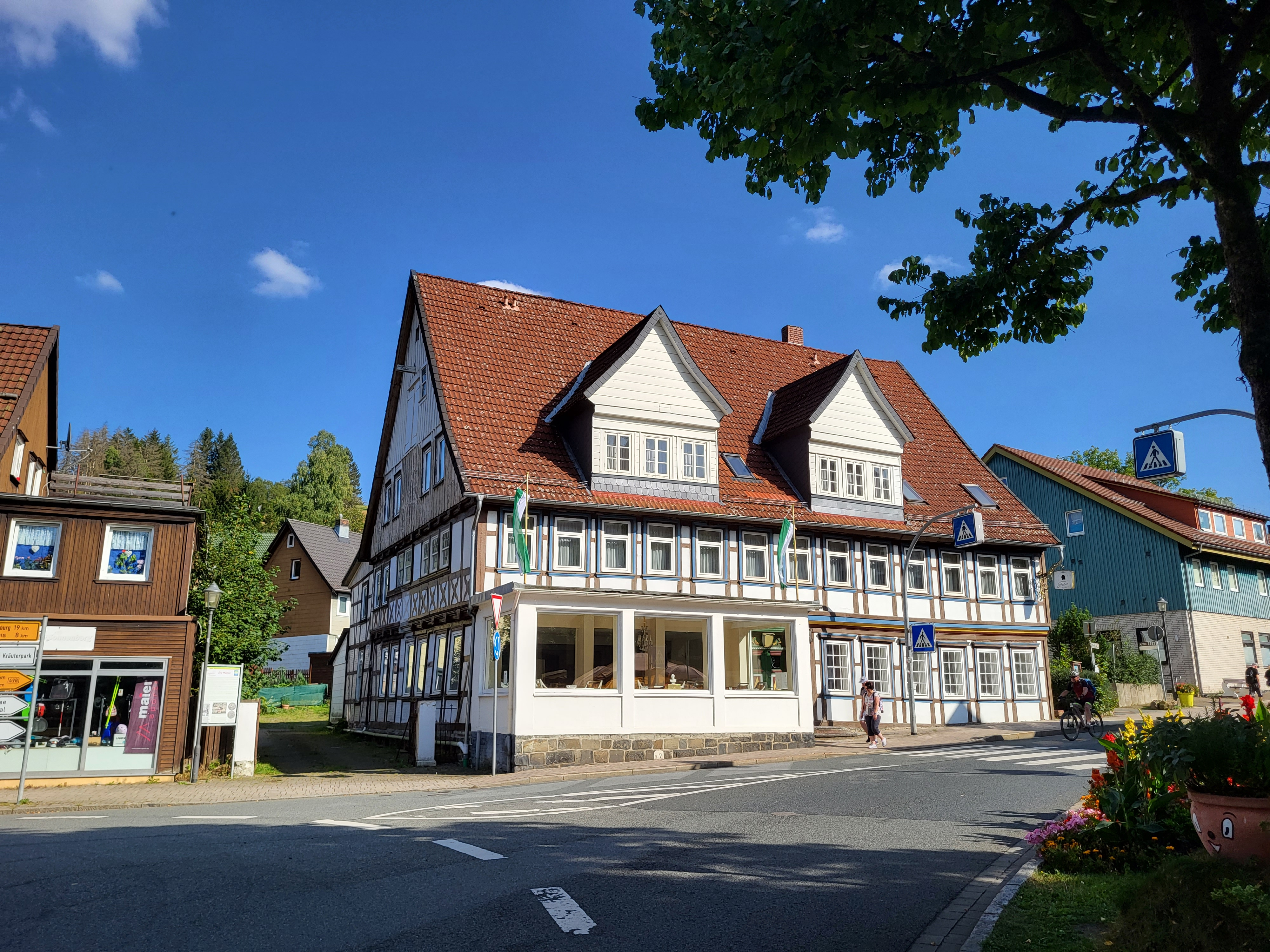
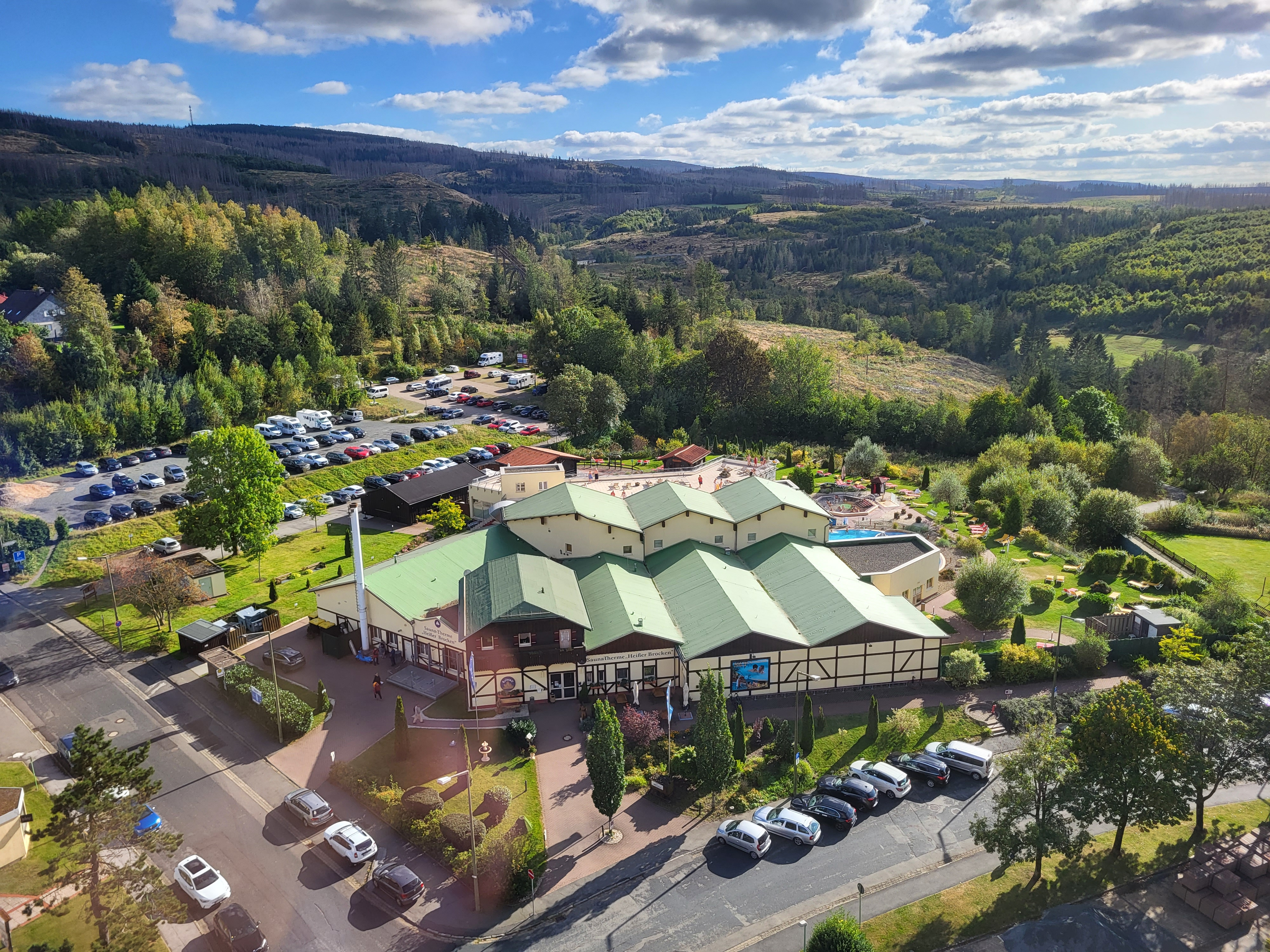
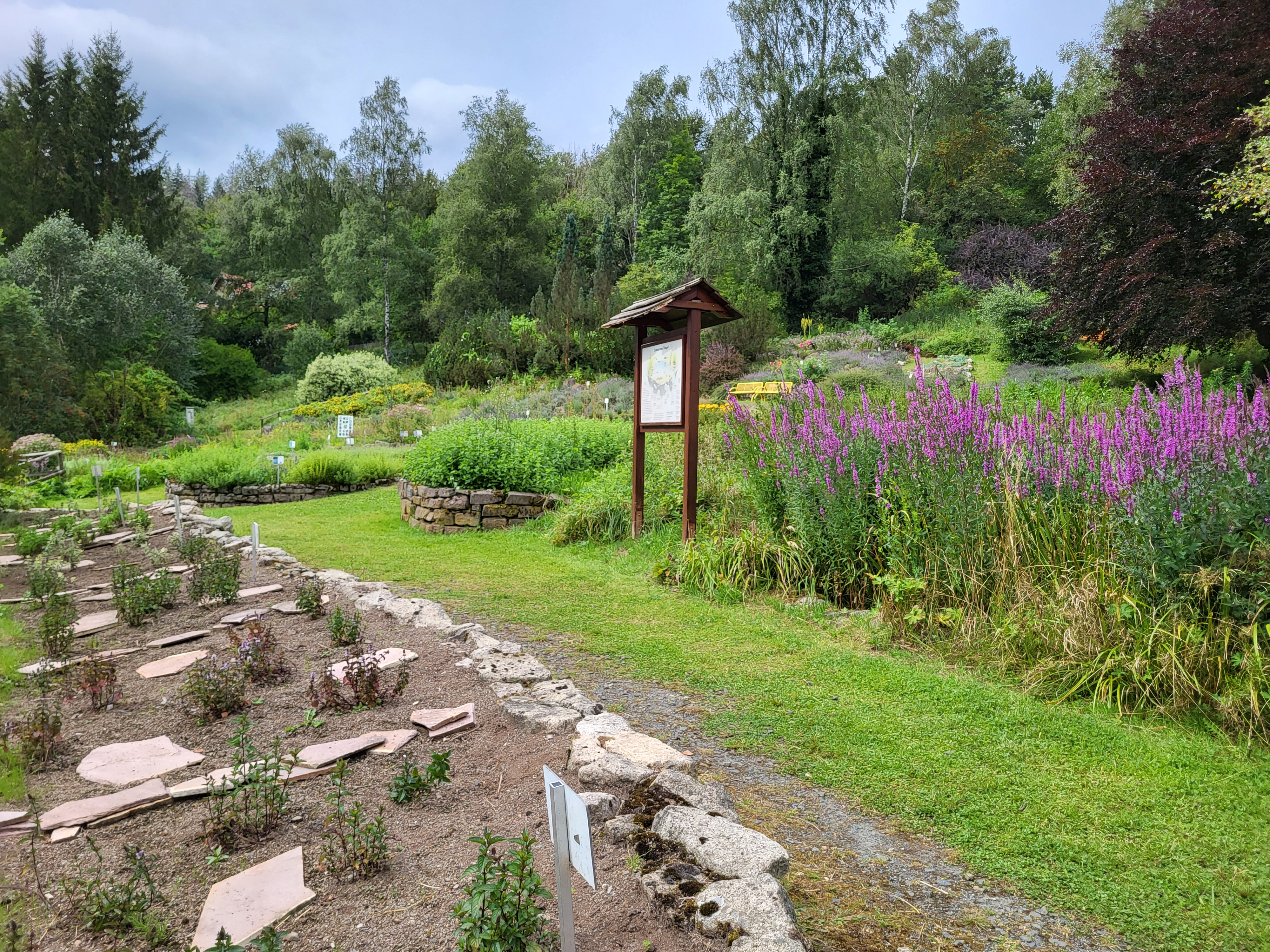
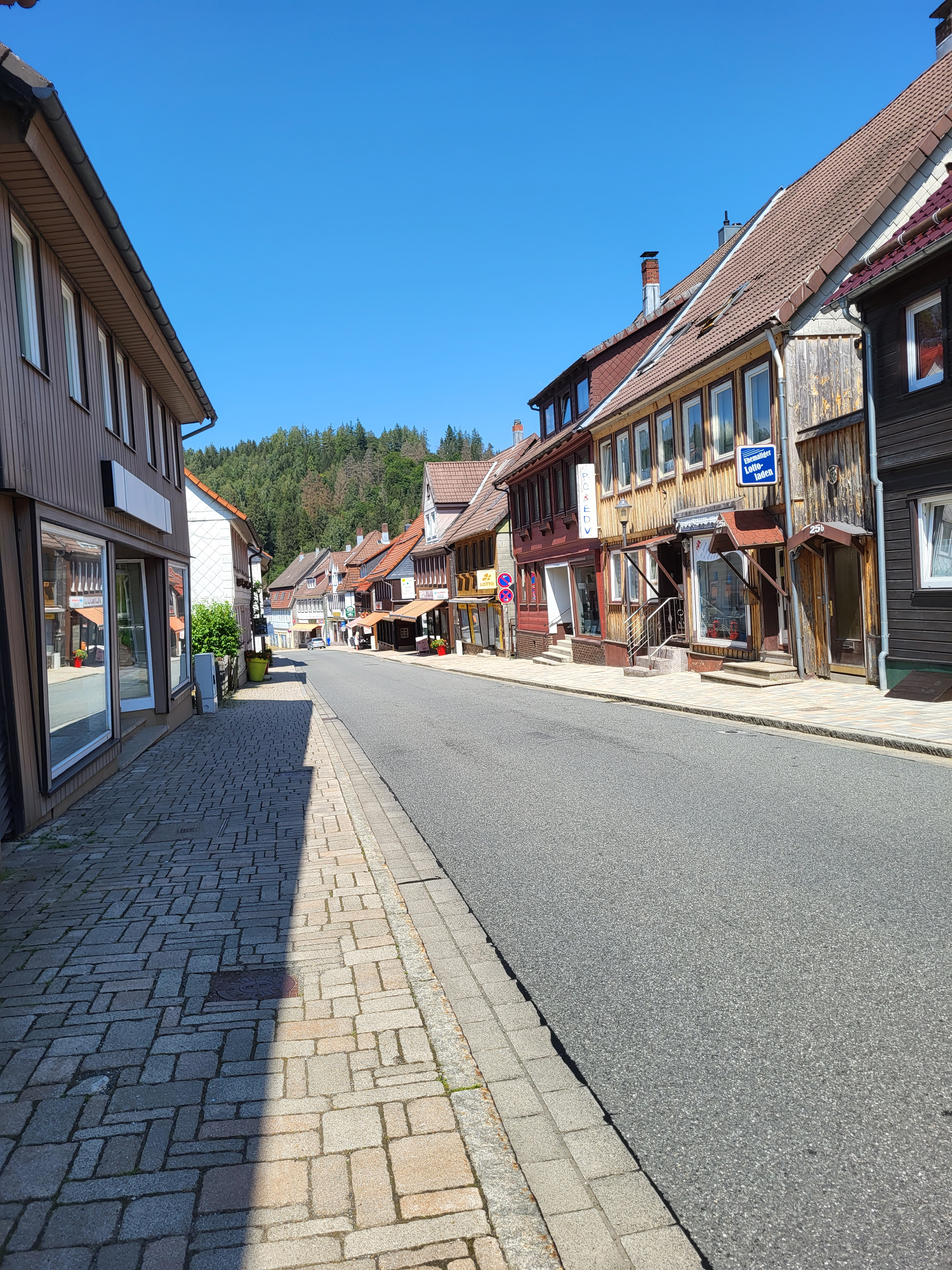

## Население
| Год  | Население |
| ---- | --------- |
| 1990 | 2308      |
| 1995 | 2328      |
| 2000 | 2193      |
| 2005 | 2039      |
| 2010 | 1844      |